# Marele Dicționar Geografic al României

Marele dicţionar geografic al României din 1898–1902

Marele dicționar geografic al României este o lucrare alcătuită și prelucrată după dicționarele parțiale pe județe (București, 1898-1902, 5 volume), lucrare realizată de George Ioan Lahovari, C. I. Brătianu și Grigore Tocilescu.
Barbu Constantinescu a redactat un chestionar de 19 întrebări care a fost distribuit de către Societatea Geografică în toate comunele țării, pentru a se afla informațiile necesare unui vast dicționar geografic. Fuseseră solicitați să răspundă învățătorii și primarii; după un an, în 1883, răspunseseră 2.500 comune, dar trimițând răspunsuri inutilizabile, dată fiind „totala lipsă de pregătire a celor chemați să răspundă”.
Ideea a fost, deci, abandonată, încercându-se o altă soluție: în 1884, Academia Română a instituit un premiu de 1.000 lei pentru cel care ar alcătui un dicționar geografic pentru toată țara. Timp de doi ani de zile nu s-a primit niciun răspuns. S-a recurs atunci la altă soluție: s-au instituit două premii a câte 500 lei fiecare, pentru alcătuirea a două dicționare geografice pentru județele Iași și Dolj; nici astfel nu s-a obținut realizarea vreuneia din aceste lucrări. Totuși, s-a alcătuit un prim dicționar, cel al județului Tutova. S-a revenit, deci, la instituirea a două premii, pentru orice alt dicționar, astfel că, treptat, în decurs de 12 ani, s-au putut aduna 32 de dicționare geografice, câte erau și județele țării.
În afară de cele 32 de dicționare ale județelor mai apar două dicționare în seria Dicționarele geografice ale Provinciilor Române în afară de Regat.

## Dicționarele geografice ale județelor

Dicționar geografic al județului Iași

Dicționar geografic al județului Tutova

- Dicționar geografic al județului Putna. Mihail Canianu și Aureliu Candrea. București: Tipografia și Fonderia de Litere Thoma Basilescu, 1897.
- Dicționar geografic al județului Oltu. Constantin Alessandrescu și Ioan G. Sfințescu. București: Tipografia și Fonderia de Litere Thoma Basilescu, 1895.
- Dicționar geografic al județului Botoșani (la anul 1891). V.C. Nedejde și Ioan Titu. București: Tipografia și Fonderia de Litere Thoma Basilescu, 1895.
- Dicționar geografic al județului Bacău. Ortensia Racoviță. București: I.V. Socecu, 1895.
- Dicționar geografic al județului Argeș. George Ioan Lahovari. București: Socecu & Teclu, 1888.
- Dicționar geografic al județului Mehedinți. N.D. Spineanu. București: Tipografia și Fonderia de Litere Thoma Basilescu, 1894.
- Dicționar geografic al județului Prahova. Paulina Brătescu și Ion Moruzi. Târgoviște: Tipografia Viitorul, 1897.
- Dicționar geografic al județului Iași. C. Chiriță. București: Socecu & Teclu, 1888.

- Dicționar geografic al județului Neamțu (la anul 1890). Constantin D. Gheorghiu. București: Tipografia și Fonderia de Litere Thoma Basilescu, 1895.
- Dicționar geografic al județului Ialomița. Ion I. Provianu. Târgoviște: Tipografia Viitorul, 1897.
- Dicționar geografic al județului Vâlcea. Constantin Alessandrescu. București: Tipografia și Fonderia de Litere Thoma Basilescu, 1893.
- Dicționar geografic al județului Falciu. C. Chiriță. Iași: Petru C. Popovici, 1893.
- Dicționar geografic al județului Vasluiu. C. Chiriță. București: Socecu & Teclu, 1889.
- Dicționar geografic al județului Tutova. Petru Condrea. București: Socecu & Teclu, 1887.

- Dicționar geografic al județului Suceava. Serafim Ionescu. București: I.V. Socecu, 1894.
- Dicționar geografic al județului Brăila. Iulian Delescu, B. Demetrescu-Oprea și N.Th. Vâlcu. București: Tipografia și Fonderia de Litere Thoma Basilescu, 1894.
- Dicționar geografic al județului Gorjiu. Ioan Vasiliu-Năsturel. București: Tipografia și Fonderia de Litere Thoma Basilescu, 1892.
- Dicționar geografic al județului Romanați. Const. I. Locusteanu. București: I.V. Socecu, 1889.
- Dicționar geografic al județului Ilfov. Constantin Alessandrescu. București: I.V. Socecu, 1892.
- Dicționar geografic al județului Dâmbovița. Dimitrie P. Condurățeanu. București: I.V. Socecu, 1890.
- Dicționar geografic al județului Roman. Petru Condrea. București: Tipografia și Fonderia de Litere Thoma Basilescu, 1891.
- Dicționar geografic al județului Dorohoiu. Nicu Filipescu-Dubau; întocmit și prelucrat în formă lexiconică C. Chiriță. Iași: Tipografia Petru C. Popovici, 1891.
- Dicționar geografic al județului Vlașca. P.S. Antonescu-Remusi. București: I.V. Socecu, 1890.
- Dicționar geografic al județului Doljiu. Ana Cumbary, Maria Manoil, Mihail Canianu și Aureliu Candrea. București: Tipografia și Fonderia de Litere Thoma Basilescu, 1896.
- Dicționar geografic al județului Muscel. Constantin Alessandrescu. București: Socec, 1893.
- Dicționar geografic și statistic al județului Covurluiu. Moise N. Pacu. Galați: I. Schenk, 1892.
- Dicționar geografic, istoric și topografic al județului Mehedinți. C. Pajura. Turnu-Severin: Tipografia Comunală, 1947.
- Dicționar geografic, statistic, economic și istoric al județului Buzeu. Basil Iorgulescu. București: I.V. Socecu, 1892.
- Dicționarul geografic, statistic, economic și istoric al județului Teleorman. Pantele Georgescu. București: I.V. Socecu, 1897.
- Dicționarul geografic, statistic și istoric al județului Râmnicu-Sarat. Grigore Gr. Danescu. București: I.V. Socecu, 1896.
- Dicționarul geografic, statistic și istoric al județului Tecuciu. Theodor N. Ciuntu. București: I.V. Socecu, 1897.
- Dicționarul geografic, statistic, economic și istoric al județului Constanța. Grigore Gr. Danescu. București: Tipografia și Fonderia de Litere Thoma Basilescu, 1897.
- Dicționarul geografic, statistic și istoric al județului Tulcea. Grigore Gr. Danescu. București: I.V. Socecu, 1896.

Prelucrarea lor a durat ea însăși 12 ani, concretizându-se sub forma unui Mare dicționar geografic al României, tipărit în cinci volume între anii 1898 și 1902.

## ColecțiaDicționarele geografice ale provinciilor române în afară de Regat
- Zamfir C. Arbore, Dicționarele geografice ale provinciilor romîne în afară de regat. Vol. 1 Dicționarul geografic al Basarabiei, Ediția I, văzut, îndreptat și aprobat de comitetul de redacțiune Grigore Tocilescu, Iannescu și Gion; tipărit prin îngrijirea lui George Ioan Lahovari. București, Atelierele grafice I.V. Socecu, 1904.
- Emanuil Grigorovitza, Dicționarele geografice ale țărilor locuite de romîni în afară de regat. Vol. 2 Dicționarul geografic al Bucovinei, tipărit prin îngrijirea domnului George Ioan Lahovari, București, Atelierele grafice Socec&Co, 1908.
- Zamfir C. Arbore, Dicționarul geografic al Basarabiei, Ediția a II-a, Fundația Culturală Română, Editura Museum, Chișinău, 2001.
- Zamfir C. Arbore, Dicționarul geografic al Basarabiei, Ediția a III-a, Editura Saeculum I.O., București, 2012.